# دائرة برج أوخريص
دائرة برج اخريص هي إحدى دوائر ولاية البويرة الجزائرية ومقرها برج أوخريص، وتضم البلديات التالية:
- برج أوخريص
- المزدور
- تاقديت
- الحجرة الزرقاء

## مواضيع ذات صلة
- دوائر ولاية البويرة
- بلديات ولاية البويرة